# Lennart Geijer
Lennart Geijer, né le 14 septembre 1909 à Ystad, mort le 16 juin 1999 à Stockholm, est un homme politique et ministre suédois. 

## Biographie
Lennart Geijer est le fils d'un cadre du service postal suédois. Étudiant à l'université de Lund, il devient juriste en 1933. Après avoir pratiqué le droit pendant deux ans pour valider son diplôme, il intègre le service juridique d'une coopérative immobilière. Il occupe ensuite différents postes d'avocat ou d'expert juridique, dans le domaine du droit de l'immobilier et du droit du travail. Il obtient son doctorat en 1958.
Geijer est ministre de 1966 à 1976. Il est tout d'abord ministre sans portefeuille, puis devient ministre de la Justice en 1969. Sa nomination fait suite à la démission du Premier ministre Tage Erlander, qui est suivie de celle de l'ensemble de son gouvernement. Le ministre de la Justice Herman Kling (sv) est ainsi nommé ambassadeur, ce qui laisse la place libre à Geijer, qui quitte son poste de juriste au sein de la confédération syndicale TCO.
En tant que ministre de la Justice, Geijer s'efforce de réduire les sentences d'emprisonnement, et de faire de la prison un lieu plus humain et plus orienté vers les soins et la réhabilitation. Les plus longues peines doivent selon lui être limitées aux crimes les plus graves.
C'est pendant son mandat ministériel, en 1975, qu'a lieu la prise d'otages à l'ambassade d'Allemagne de l'Ouest à Stockholm. Arrivé sur les lieux, il prend part aux négociations avec les membres du commando de la fraction armée rouge.
Un autre dossier marquant de l'année 1975 est l'affaire d'espionnage de l'hôpital Sahlgrenska (sv). Geijer nie l'implication du service de sûreté de l'État (la Säpo), et envoie Ebbe Carlsson et Hans Holmér à Göteborg pour y mener l'enquête. Il classifie ensuite le rapport final des deux hommes comme secret, mais son contenu est malgré tout révélé dans la presse.
Geijer quitte le gouvernement après la défaite des socio-démocrates aux élections législatives de 1976.

### L'affaire Geijer
Lennart Geijer est la principale personnalité mise en cause dans une célèbre affaire de mœurs des années 1970, à laquelle il a laissé son nom. À la suite de l'arrestation d'une tenancière de maison close, Doris Hopp (en), le directeur de la police nationale Carl Persson (sv) transmet un mémorandum au Premier ministre Olof Palme. Il recommande que soit ordonnée une enquête, afin de déterminer si Geijer constitue un risque pour la sûreté de l'État, en raison de ses supposés contacts avec des prostituées d'Europe de l'Est. Doris Hopp affirme en effet avoir plusieurs hommes politiques, dont Geijer, parmi ses clients. Selon Persson, ces soupçons justifient une enquête, même s'ils ne sont pas étayés,.
En novembre 1977, l'existence du mémorandum est rendue publique par le quotidien Dagens Nyheter, mais Olof Palme, qui est à présent chef de l'opposition, dément avec véhémence. Le journal finit par présenter ses excuses à Geijer, et à lui payer des dommages et intérêts. Pour l'auteur des révélations, le reporter Peter Bratt (en), c'est le début d'une traversée du désert. L'affaire ressurgit pourtant en mai 1978, au travers de l'émission de télévision Studio S (en). Le Premier ministre Thorbjörn Fälldin, qui après l'article du Dagens Nyheter avait promis de donner les noms des hommes politiques mis en cause, fait toutefois marche arrière après l'émission de télévision. Dans un discours remarqué au parlement suédois, il qualifie le contenu du mémo de mensonger, avec pour preuve que son propre nom y est cité.